# كانسك
كانسك (بالروسية: Канск) هي إحدى مدن روسيا في الكيان الفدرالي الروسي كراسنويارسك كراي.
يبلغ عدد سكانها 94,226 نسمة (حسب إحصاء عام 2010).